# Gigantodax fulvescens
Gigantodax fulvescens är en tvåvingeart som först beskrevs av Blanchard 1852.  Gigantodax fulvescens ingår i släktet Gigantodax och familjen knott. Inga underarter finns listade i Catalogue of Life.